# عادل عبد الكريم
عادل عبد الكريم (مواليد 2 نوفمبر 1980) لاعب كرة قدم إماراتي يجيد اللعب في الوسط.
لعب سابقاً لأندية دبي والنصر و الظفرة والشعب و عجمان والشارقة و دبا الفجيرة ودبا الحصن والعربي .